# Ficus sciaphila
Ficus sciaphila är en mullbärsväxtart som beskrevs av Edred John Henry Corner. Ficus sciaphila ingår i släktet fikonsläktet, och familjen mullbärsväxter. Inga underarter finns listade i Catalogue of Life.